# آندره‌آ آرسوویچ
آندره‌آ آرسوویچ (سیریلیک صربی: Андреа Арсовић؛ زادهٔ ۵ فوریهٔ ۱۹۸۷) تیرانداز زن اهل صربستان است.
وی در مسابقات کشوری و بین‌المللی در مجموع برندهٔ ۹ مدال طلا، ۳ مدال نقره، ۵ مدال برنز شده‌است.